# Robert Dixon
Pour les articles homonymes, voir Dixon.
Robert Harald Lindsay Dixon, né à Cockfield le 14 avril 1800 et mort à Sydney le 8 avril 1858, est un explorateur britannique.

## Biographie

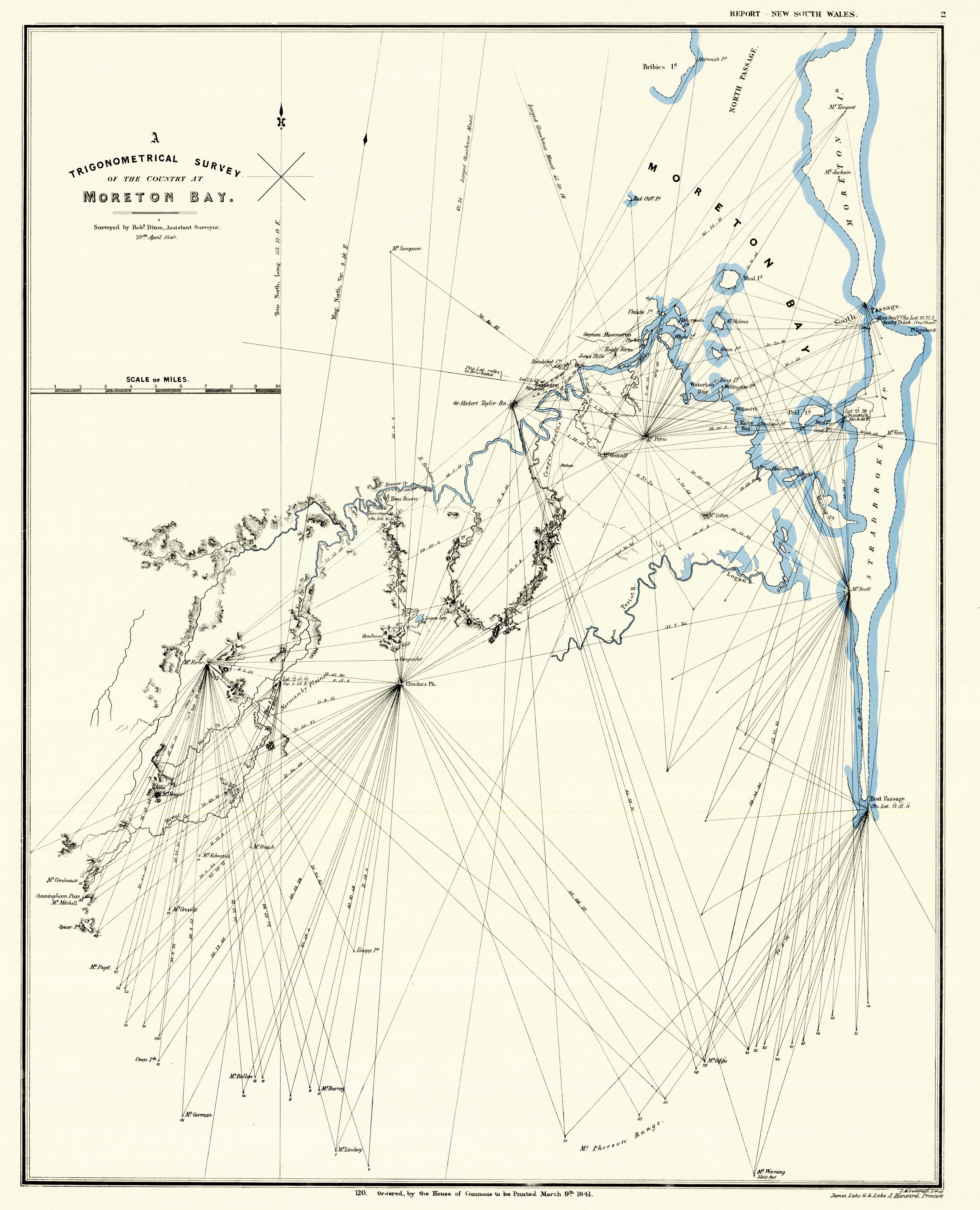
Relevé trigonométrique de Moreton Bay par Robert Dixon, 1840

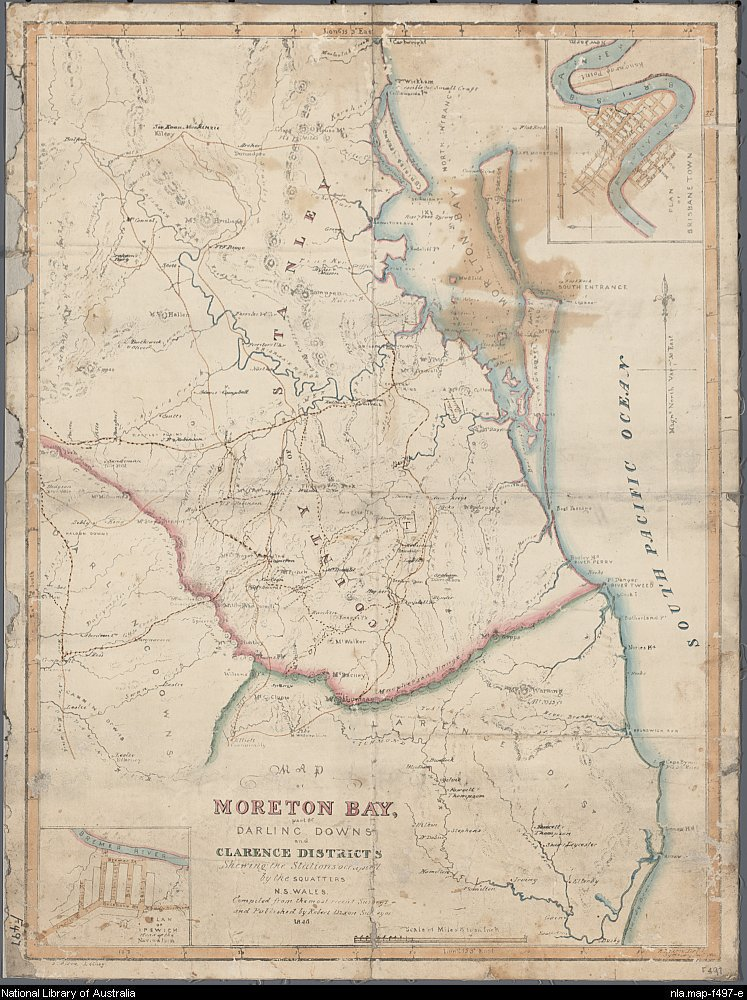
Carte de Moreton Bay par Robert Dixon, 1845 ou 1846

Dixon arrive en Terre de Van Diemen en 1821 puis débarque à Sydney en 1826. Il est alors engagé comme assistant de l'arpenteur général John Oxley. En 1827, avec Thomas Mitchell et Edmund Lockyer, il explore la Grose Valley puis les Monts Victoria et, seul, visite la vallée de Burragorang où il se perd.
Après avoir dirigé en 1828 une opération de trigonométrie au Mont King George et dressé les plans de la ville de Goulburn, il mène en 1829 plusieurs périples dans les Montagnes Bleues et essaie une nouvelle exploration de la Grose Valley qui est un échec.
De 1830 à 1836, il commande diverses expéditions et, en 1836, publie à Londres une carte représentant ses travaux,. Nommé en 1840 inspecteur de l'établissement pénitentiaire de Moreton Bay, à la fin de l'année il dresse les premiers plans d'occupation de la future Brisbane.
Il s'engage en 1851 dans l'exploitation minière, en particulier de l'or.
Jules Verne le mentionne dans son roman Les Enfants du capitaine Grant (partie 2, chapitre IV).